# جوزپه آکاردی
جوزپه آکاردی (انگلیسی: Giuseppe Accardi؛ زادهٔ ۷ مارس ۱۹۶۴) بازیکن فوتبال اهل ایتالیا است.
از باشگاه‌هایی که در آن بازی کرده‌است می‌توان به باشگاه فوتبال اینتر میلان، باشگاه فوتبال آلساندریا، باشگاه فوتبال فوجا، البیا کالچو ۱۹۰۵، باشگاه فوتبال بولونیا، باشگاه فوتبال ونتزیا، باشگاه فوتبال رجانا، باشگاه فوتبال مادورا یونایتد، و باشگاه فوتبال پالرمو اشاره کرد.